# Mario Porcù
Mario Porcù (Villamassargia, 1917 – Savona, 2001) è stato uno scultore italiano.

## Biografia
Nato in una famiglia benestante dopo la maturità classica decide di intraprendere gli studi universitari interrotti a causa della seconda guerra mondiale.
Torna a casa dopo il conflitto e la prigionia, e inizia da autodidatta, a dedicarsi alla scultura, sperimentando e cercando nuovi limiti artistici.
Espone per la prima volta a Cagliari, ma, trovando pochi sbocchi, decide di recarsi ad Albissola Marina dove si stabilisce nel 1950. Qui prendono vita le sue opere più' importanti e qui vive gli anni d'oro della fioritura artistica albissolese.
La prima mostra si tiene nella saletta del Bar Testa, presentata dal suo amico Aligi Sassu. Ne seguirà un crescendo di esposizioni non solo in Italia ma anche all'estero, dagli Stati Uniti al Giappone.
La sua arte della "natura" si mescola, al movimento spazialista di Lucio Fontana, alle forme di Giuseppe Capogrossi, alla tavolozza ribelle di Asger Jorn.
Partecipa nel 1963 alla realizzazione di una delle opere più importanti e famose di Albissola Marina, la “Passeggiata degli artisti” insieme a:
Giuseppe Capogrossi, Roberto Crippa, Aligi Sassu, Wifredo Lam, Agenore Fabbri, Lucio Fontana, Mario Rossello, Emanuele Luzzati, Franco Garelli, Antonio Sabatelli, Eliseo Salino, Giambattista De Salvo, Federico Quatrini, Emanuele Rambaldi, Antonio Franchini, Mario Gambetta, Antonio Siri, Nino Strada, Luigi Caldanzano.

## Mostre principali
- 1958, saletta bar Testa -Albissola
- 1958, mostra nazionale della ceramica di Monza- primo premio
- 1959, galleria Rotta Genova
- 1959, mostra nazionale di scultura di Forlì- medaglia d'oro
- 1960, mostra nazionale della ceramica di Gubbio- premio acquisto
- 1962, festival internazionale della ceramica di Albissola- primo premio
- 1962, mostra nazionale della ceramica di Monza- primo premio
- 1963, biennale internazionale d'arte città di Iglesias - primo premio
- 1969, mostra nazionale di scultura contemporanea città di Torino- primo premio
- 1970, mostra a palazzo Sforzesco di Vigevano
- 1972, mostra personale al palazzo Ducale, Vigevano
- 1973, Albissola medaglia d'oro al merito
- 1975, festival nazionale della ceramica di Albissola- primo premio
- 1976, Mostra nazionale della ceramica di Monza, primo premio
- 1978, Salsomaggiore nominato membro dell'accademia Italiana con medaglia d'oro
- 1978, Torino nominato Accademico dell'international Academy of Art's con medaglia d'oro
- 1980, Genova concorso di scultura, premio città di Savona
- 1981, Roma premio internazionale Scultura- medaglia d'oro
- 1982, Firenze Concorso internazionale- primo premio Perseo
- 1982, Bologna Concorso internazionale- primo premio città di Bologna
- 1988, Albissola Marina Il piatto dell'estate
- 2002, galleria d'arte Ada Zunino Milano
- 2002, fondazione Vincenzo Roncalli, Vigevano
- 2002, galleria Giotto & company, Vigevano
- 2002, Milano premio delle arti per la scultura
- 2002, Albissola museo civico d'arte moderna
- 2004, Albissola Marina la ceramica d'Arte di Albissola a Santa Teresa Gallura
- 2008, Savona '900 un secolo di pittura scultura ceramica
- 2012, i colori del tempo, Castello Visconteo Pavia
- 2013, 50º anniversario della passeggiata degli artisti, Pozzo Garitta Albissola Marina
- 2013, Mostra omaggio a Mario Porcù, Galleria Signori Arte, Albissola Marina